# 小行星66207
小行星66207（66207 Carpi）是一颗绕太阳运转的小行星，为主小行星带小行星。该小行星于1999年2月6日发现。
該小行星以義大利摩德納省的城市卡爾皮命名。

## 轨道参数
小行星66207的轨道半长轴为2.9827348 UA，离心率为0.026。